# Skróty i skrótowce używane w NATO – P
- P - Prohibited Area - strefa zakazana

- P&A - Personnel and Administration - personel i administracja
- P&C - Purchasing and Contracting - zakupy i zamówienia
- P&P (Committee) - Payments and Progress Committee - Komitet ds. Płac i Rozwoju Infrastruktury

- P3 - Preservation, Packaging and Packing - przechowywanie, opakowanie i pakowania

- PA
  - Panama - Panama
  - Paraguay - Paragwaj
- PAC - Pre-Action Calibration - sprawdzenie uzbrojenia
- PASSEX - Exercise Arranged with Forces on Passage - ćwiczenia zorganizowane dla sił przemieszczających się
- PATMAR
  - Maritime Patrol - patrol morski
  - Maritime Patrol Aircraft - morski samolot patrolujący

- PC - Command Post - punkt dowodzenia

- PE - Peace Enforcement - wymuszanie pokoju

- PGM - Precision Guided Munitions - środki precyzyjnego rażenia

- PHIBEX - Amphibious Exercise, Including Landing Forces and Supporting - Forces Operations - ćwiczenia sił desantowych, obejmujące siły desantowe oraz działania sił wspierających

- PIM - Position And Intended Movement - pozycja i zamierzony kierunek ruchu

- PK
  - Peacekeeping - utrzymanie pokoju
  - Probability Of Kill - prawdopodobieństwo zniszczenia
- PKR - Korea (North) - Korea Północna

- PL - Poland - Polska

- POC - Person Of Contact - osoba do kontaktu
- POD - Port Of Debarkation - port wyładowania
- POE - Port Of Embarkation - port załadowania
- POL
  - Poland - Polska
  - Petrol Oil And Lubricants - materiały pędne i smary
- POMCUS - Prepositioning of Organisational Materiel Configured in US - wcześniej przygotowane organizacyjnie w Stanach Zjednoczonych miejsce składowania zapasów
- POW - Prisoner Of War - jeniec wojenny

- PSC - Principal Subordinate Command - zasadnicze dowództwo podporządkowane
- PSF - Peace Support Force - pokojowe siły zbrojne
- PSO - Peace Support Operations - operacje pokojowe

- PTL - Primary Target Line - główny kierunek strzelania